# Liste der Monuments historiques in Ceignes
Die Liste der Monuments historiques in Ceignes führt die Monuments historiques in der französischen Gemeinde Ceignes auf.

## Liste der Bauwerke
| Bezeichnung        | Beschreibung                  | Standort | Kennzeichnung | Schutzstatus | Datum | Bild           |
| ------------------ | ----------------------------- | -------- | ------------- | ------------ | ----- | -------------- |
| Kapelle St-Laurent | Erbaut im 12./13. Jahrhundert | (Lage)   | PA00116354    | Inscrit      | 1943  | weitere Bilder |